# 수소화 나트륨
수소화 나트륨(영어: sodium hydride)은 실험식 NaH를 이루는 화합물이다. 이 알칼리 금속 수소화물은 주로 유기 합성의 가연성의 강염기로서 사용된다. 수소화 나트륨은 Na+와 H- 이온으로 구성된, 염이 함유된 수소화물이며 보레인, 메테인, 암모니아, 물 등 분자 수소화물들과는 대비된다.

## 안전
수소화 나트륨은 공기 중에 자발적으로 연소할 수 있다. 물과 격렬히 반응하여 불에 잘 타는 수소를 발생시킬 수 있다.

## 참고 문헌
- Haynes, William M., 편집. (2016). 《CRC Handbook of Chemistry and Physics》 97판. CRC Press. ISBN 9781498754293.